# Reinbert Martijn

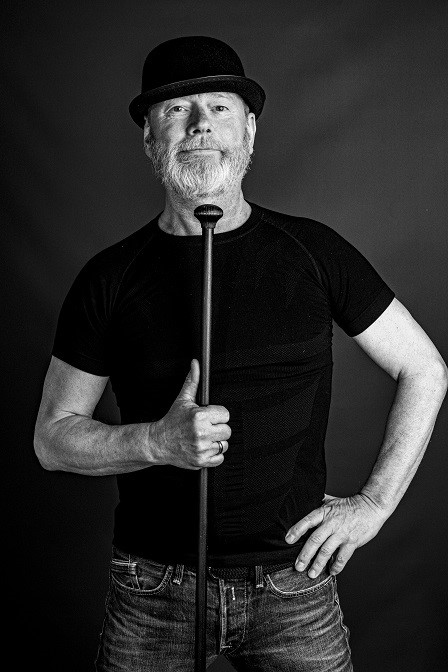
Reinbert Martijn (fotografie J. vd Klaauw)

Max Reinbert Louis Martijn, roepnaam Reinbert Martijn (Amersfoort, 14 juli 1960) is een Nederlands balletdanser, choreograaf en dansdocent.

## Loopbaan

### Ballet
Martijn groeide op als tweede in een gezin met drie zoons. Hij begon op 15-jarige leeftijd met ballet nadat hij niet werd toegelaten op de Academie voor Lichamelijke Opvoeding. In 1975 begon de danser de dansvakopleiding van het Koninklijk Conservatorium in Den Haag. Gedurende het tweede jaar van deze opleiding begon Martijn met lesgeven bij studio Pola Lichtendahl. Later was hij als docent actief bij meerdere groepen en opleidingen in Nederland.

#### Het Nationale Ballet
Na auditie is Martijn in 1980 aangenomen als aspirant bij Het Nationale Ballet onder artistieke leiding van Rudi van Dantzig. Hetzelfde jaar volgde een vaste aanstelling. Tijdens zijn carrière bij Het Nationale Ballet van 1980-1992 heeft hij als solist gedanst in meer dan 100 premières van onder andere Rudi van Dantzig, Hans van Manen, Toer van Schayk, George Balanchine en Kurt Jooss.
Martijn wordt beschouwd als muze van Rudi van Dantzig, in die hoedanigheid werden veel choreografieën op zijn lijf gemaakt waaronder Onder mijn voeten (1981), Room at the Top (1982) en Want Wij Weten Niet Wat Wij Doen (1985). Daarnaast danste Martijn in 1980 ook in Rudi van Dantzigs Monument voor een gestorven jongen uit 1965.

### Musical
Zonder enige ervaring met zingen of acteren maakte Martijn in 1992 de overstap naar de wereld van de musical. Hij accepteerde een hoofdrol in de hitmusical Cats in Koninklijk Theater Carré. Ter voorbereiding nam hij tapdanslessen bij Ed Mansveld. In de musical danste en zong hij de rollen van Abelkouw de Spoorwegkat en Mr. Mistoffelees. Voor de rol van Abelkouw kreeg hij zangles van Paul Morris en John Lehman.
In de periode van 1992 t/m 2007 bleef Martijn zich bezighouden met het musicalvak. Hij werkte als assistent choreograaf bij Barrie Stevens. Samen deden ze onder andere de theaterproductie Smile (1996) over het leven van Charlie Chaplin. Martijn was voor deze productie gecast voor de rol van Charlie Chaplin.
Voor de straattheaterproducties van Theatergroep Flint was Martijn in de periode van 1988-1997 hoofdchoreograaf voor de producties die de groep maakte. Voor Sound of Motown was hij werkzaam als assistant company manager (Stardust Theatre 1994-1995). Bij Joop van den Ende Theaterproducties was hij werkzaam als company manager en resident director voor de musicals Evita (1996-1997) en West Side Story (1997-1998). Hij werkte als company manager voor Samson en Gert in Nederland (1997), Hair the European Tour (Sea Side Productions 1999-2000) en Mahalia voor Stardust Theatre. Van 2002-2005 was hij stage manager bij Royal Court.

#### Choreografie
In de periode van 2003-2023 choreografeerde Martijn voor Nederlandse producties van de musicals:
- Belle en het Beest
- Fame
- Tommy
- Singin' in the Rain
- Les Misérables
- Joe de musical
- Shrek de Musical & Oliver bij Scala Hoogeveen

Tevens choreografeerde hij diverse kuren voor kunstschaatsers zowel voor de Koninklijke Nederlandsche Schaatsenrijders Bond als voor diverse schaatsverenigingen (2001-2005) en maakte hij choreografieën voor voorstellingen van dansacademies als Fontys Hogeschool voor de Kunsten, Codarts (toen nog Rotterdamse Dansacademie geheten) en Dansacademie Lucia Marthas. Martijn zette drie eigen dansstudio’s op en verzorgde als freelancer danslessen.

## Televisieaandacht
Onder de titel Stap voor Stap maakte Marijke Jongbloed een film over balletleerlingen en hun ambities de top te bereiken. Daarin is de auditie van Martijn in 1980 te zien. In de eropvolgende producties De Volgende Stap (1992) en Dansen voor Het Leven (2010) werden Martijn en vier andere dansers gevolgd binnen het theatervak.

## Waardering
In 1988 ontving de danser de Vrienden Prijs voor beste danser van Het Nationale Ballet voor de meest opmerkelijke danser in de categorie die nog niet tot de solisten behoren. Martijn is de eerste danser in de geschiedenis van Het Nationale Ballet die binnen drie jaar alle rangen heeft doorlopen, van aspirant tot tweede solist.

## Privé
In zijn vrije tijd houdt Martijn zich bezig met portretfotografie van dansers en natuurfotografie, een hobby die bij hem is aangewakkerd nadat Hans van Manen een serie foto’s van hem had gemaakt.